# Zamość (gmina wiejska)
Zamość (do 1973 gmina Mokre) – gmina wiejska w województwie lubelskim, w powiecie zamojskim. W latach 1975–1998 gmina położona była w województwie zamojskim.
Siedziba gminy to Zamość.
Według danych z 31 grudnia 2011 gminę zamieszkiwało 21 881 osób.
Gmina Zamość jest najludniejszą gminą wiejską województwa lubelskiego.
Na terenie gminy funkcjonuje lotnisko Zamość-Mokre.

## Historia
Gmina Zamość powstała 12 października 1973 roku w województwie lubelskim, w powiecie zamojskim. Powołanie gminy było związane z przeniesieniem siedziby znoszonej gminy Mokre z Mokrego do Zamościa, z jednoczesną zmianą nazwy gminy na gmina Zamość. Z gminy Mokre przybyły sołectwa: sołectwa Białowola, Hubale, Lipsko, Lipsko-Kosobudy, Lipsko-Polesie, Mokre, Płoskie, Wieprzec, Wierzchowiny, Wólka Wieprzecka, Wychody, Zalesie, Zarzecze, Zwódne, Żdanów i Żdanówek. Równocześnie do nowo powstałej gminy przyłączono miejscowości: Jatutów, Kalinowice, Pniówek i Wólka Panieńska z gminy Łabunie oraz wieś Szopinek z gminy Sitno. Obszar gminy po przekształceniu wynosił 10,152 ha.
1 czerwca 1975 roku gmina znalazła się w nowo utworzonym woj. zamojskim. 2 lipca 1976 roku zniesiono dwie sąsiednie gminy: gminę Wysokie (Zamojskie) i gminę Zawada a ich tereny włączono do gmin: Zamość (m.in. obie siedziby znoszonych gmin), Nielisz i Szczebrzeszyn. Z gminy Wysokie Zamojskie do gminy Zamość przyłączono sołectwa: Białobrzegi, Borowina, Bortatycze, Bortatycze-Kolonia, Chyża, Łapiguz, Sitaniec, Sitaniec-Kolonia, Sitaniec-Wolica i Wysokie, a z gminy Zawada sołectwa: Siedliska, Siedliska-Kolonia i Zawada.
Uwaga: Obecna gmina Zamość jest kontynuacją dawnej gminy Mokre (wcześniej pod nazwą gmina Lipsko). Natomiast odpowiednikiem jednostki figurującej dawniej (1867–1954) pod nazwą gmina Zamość (także jako gmina Nowa Osada) jest obecna gmina Sitno.

## Ochrona przyrody
Na obszarze gminy znajdują się następujące rezerwaty przyrody:
- rezerwat przyrody Hubale – chroni stanowisko susła perełkowanego;
- rezerwat przyrody Wieprzec – chroni roślinność torfowiskową z udziałem gatunków chronionych.

## Struktura powierzchni
Według danych z roku 2011 gmina Zamość ma obszar 196,1 km², w tym:
- użytki rolne: 80,1%
- użytki leśne: 8,9%

Gmina stanowi 10,52% powierzchni powiatu.

## Demografia

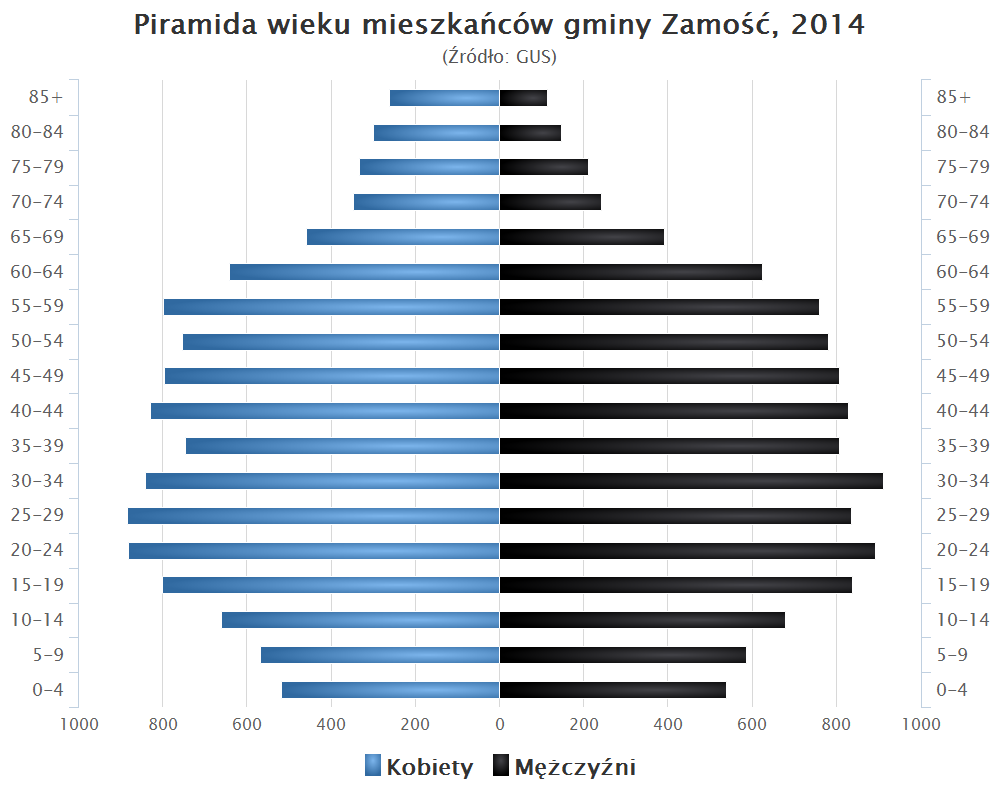
Piramida wieku mieszkańców gminy Zamość w 2014 roku

Dane z 31 grudnia 2011:
| Opis                              | Ogółem | Ogółem | Kobiety | Kobiety | Mężczyźni | Mężczyźni |
| --------------------------------- | ------ | ------ | ------- | ------- | --------- | --------- |
| jednostka                         | osób   | %      | osób    | %       | osób      | %         |
| populacja                         | 21 881 | 100    | 11 103  | 50,7    | 10 778    | 49,3      |
| gęstość zaludnienia (mieszk./km²) | 112    | 112    | 56,7    | 56,7    | 55,3      | 55,3      |

## Sołectwa
Białobrzegi, Białowola, Borowina Sitaniecka, Bortatycze, Bortatycze-Kolonia, Chyża, Hubale, Jatutów, Kalinowice, Lipsko, Lipsko-Kosobudy, Lipsko-Polesie, Łapiguz, Mokre, Płoskie, Pniówek, Siedliska, Sitaniec, Sitaniec-Kolonia, Sitaniec-Wolica, Skaraszów, Skokówka, Szopinek, Wieprzec, Wierzchowiny, Wólka Panieńska, Wólka Wieprzecka, Wychody, Wysokie, Zalesie, Zarzecze, Zawada, Zwódne, Żdanów, Żdanówek.

## Sąsiednie gminy
Adamów, Łabunie, Nielisz, Sitno, Skierbieszów, Stary Zamość, Szczebrzeszyn, Zamość (miasto), Zwierzyniec